# Обелиск «50 лет Победы» (Ульяновск)
Обелиск «50 лет Победы» — памятник в Новом городе Заволжского района города Ульяновска. Посвящён 50-летию Победы в Великой Отечественной войне.

## История
В начале 1995 года совет директоров завода «Авиастар», во главе с генеральным директором В. В. Михайловым, одобрил предложение совета ветеранов завода «Авиастар» установить памятник посвящённый 50-летия Победы в Великой Отечественной войне и принял решение выделить заводские средства на сооружение и установку памятника. Создание проекта памятника было поручено заводским дизайнерам-архитекторам, коллектив которых возглавлял В. В. Академов. После разработки проекта был утверждён график его выполнения, согласно которому все работы должны быть выполнены в период с 20.02.1995 года по 28.04.1995 года. Был организован штаб, начальником которого стал Г. Д. Паркин; строительную часть возглавил В. И. Вороновский; В. Ф. Мухин, начальник конструкторского отдела, разработал чертежи постамента; за литейные и антикоррозийные работы отвечали Г. Я. Свияжский и Ю. В. Левкин; за сварные работы — главный сварщик завода А. Г. Мизин; металлоконструкцией занимался конструкторский отдел. Скульпторы А. И. Клюев и О. А. Клюев сделали гипсовую модель Ники в натуральную величину, которую разрезали на фрагменты и затем привезли на завод, чтобы там отлить из металла. Статую отливали из алюминия (в основном из отходов производства завода) по фрагментам, а затем фрагменты соединяли в единое целое с помощью сварки и зачистки. Сам постамент был изготовлен цехами ПТО-075 и ПТО-142. Далее происходил монтаж на месте: был подготовлен фундамент, затем основание — подиум, на который устанавливается постамент, а уже на постамент — фигура Ники. Этими работами занимался цех № 176, монтажниками руководил бригадир Н. В. Арсентьев. После всех монтажных работ возведение памятника было утверждено Управлением архитектуры и градостроительства Ульяновской области. 9 мая 1995 года состоялось торжественное открытие памятника.

## Описание
Памятник-обелиск в ознаменование 50-летия Победы в Великой Отечественной войне стоит на площади «50-летия Победы», у Дома связи, что в центре жилого микрорайона, на пересечении проспектов Ульяновский и Ленинского Комсомола.
Высота монумента — 13,5 метра, вес — 3 тонны. Высота скульптуры богини — 4,5 метра. Ника изготовлена из алюминия, колонна — стальная. Монумент тонирован специальными авиационными лаками.
Авторами проекта являются известные ульяновские скульпторы, члены союза художников — Анатолий Иванович Клюев и его сын, Олег Анатольевич Клюев, художники — А. и Н. Мерзлишины, архитектор — В. В. Академов.
25 апреля 1995 года был установлен пьедестал, являющийся частью памятника в ознаменование 50-летия Великой Победы. А через несколько дней он был увенчан фигурой богини Победы-Ники. 9 мая 1995 года состоялось открытие монумента Победы.

## Галерея

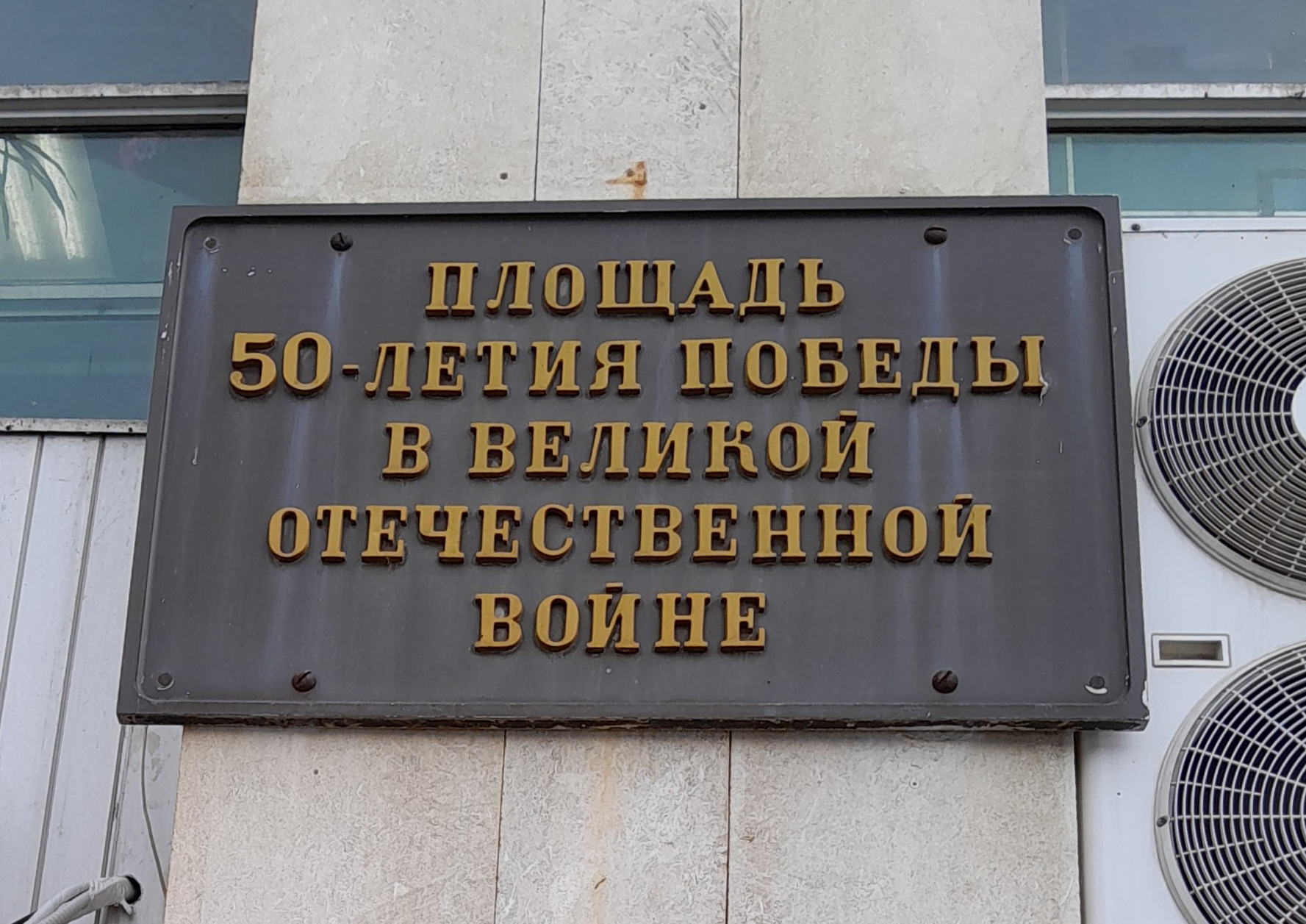
Мемориальная доска «Площадь 50 лет Победы».
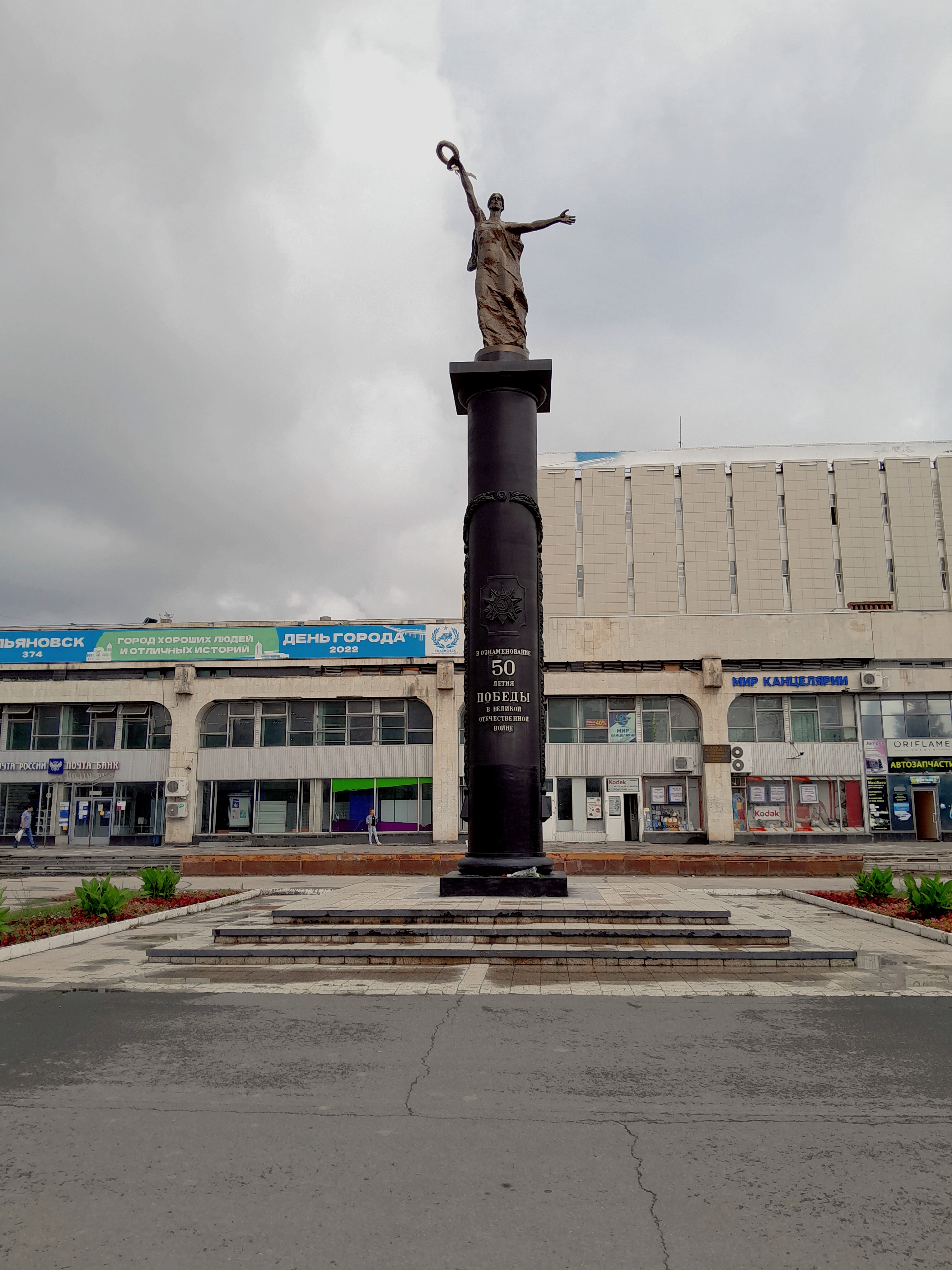
Обелиск «50 лет Победы».
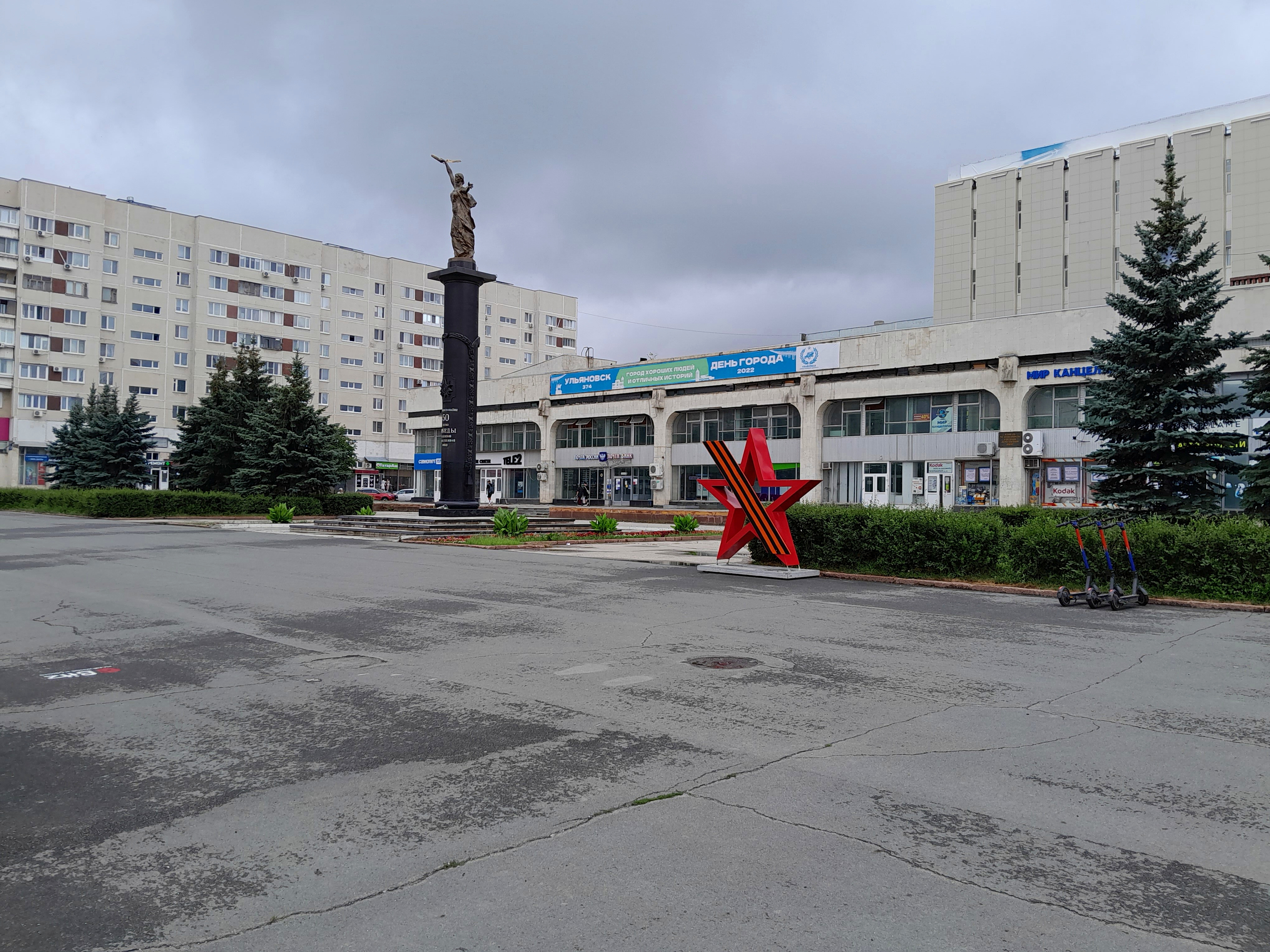
Обелиск «50 лет Победы».
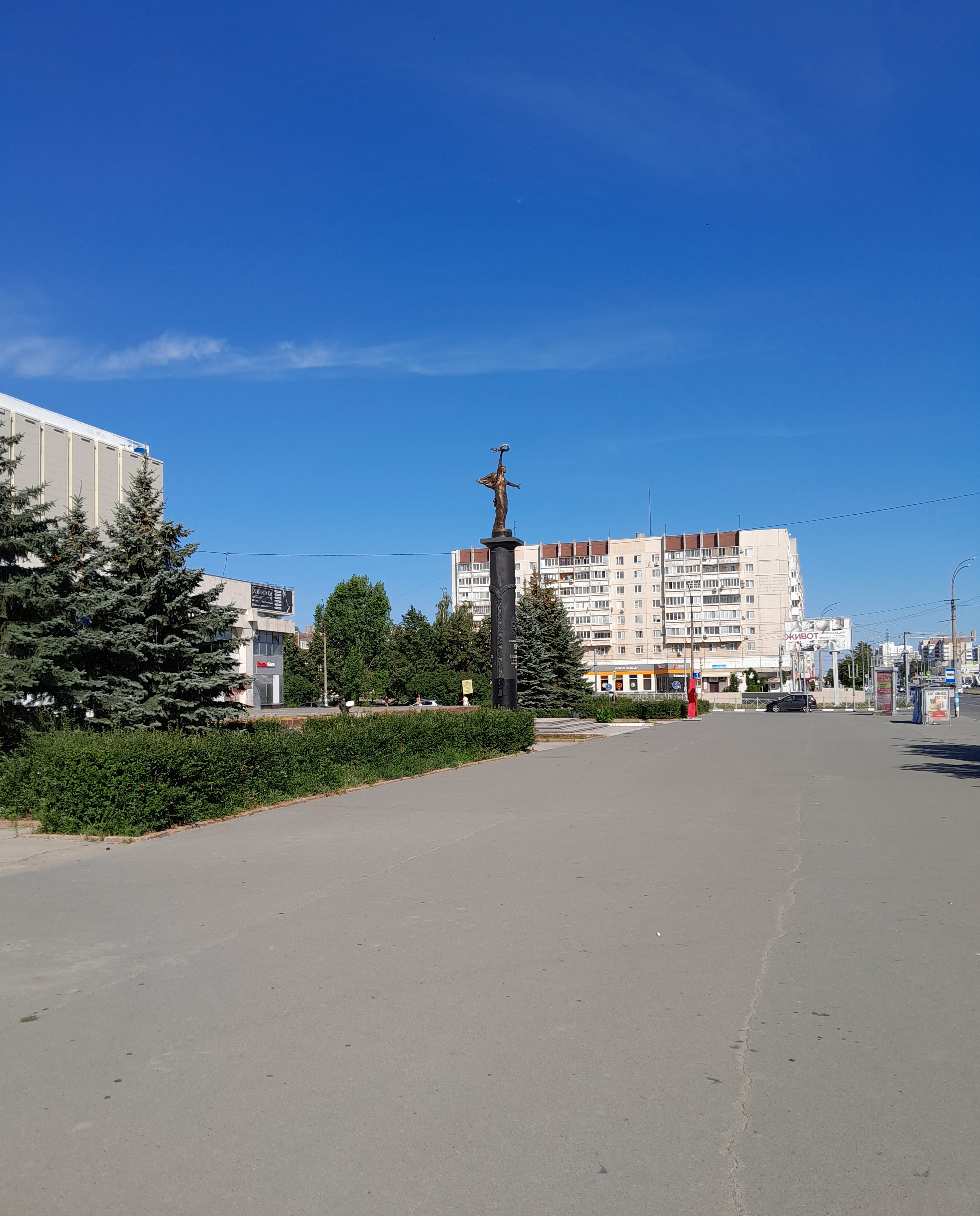
Обелиск «50 лет Победы».
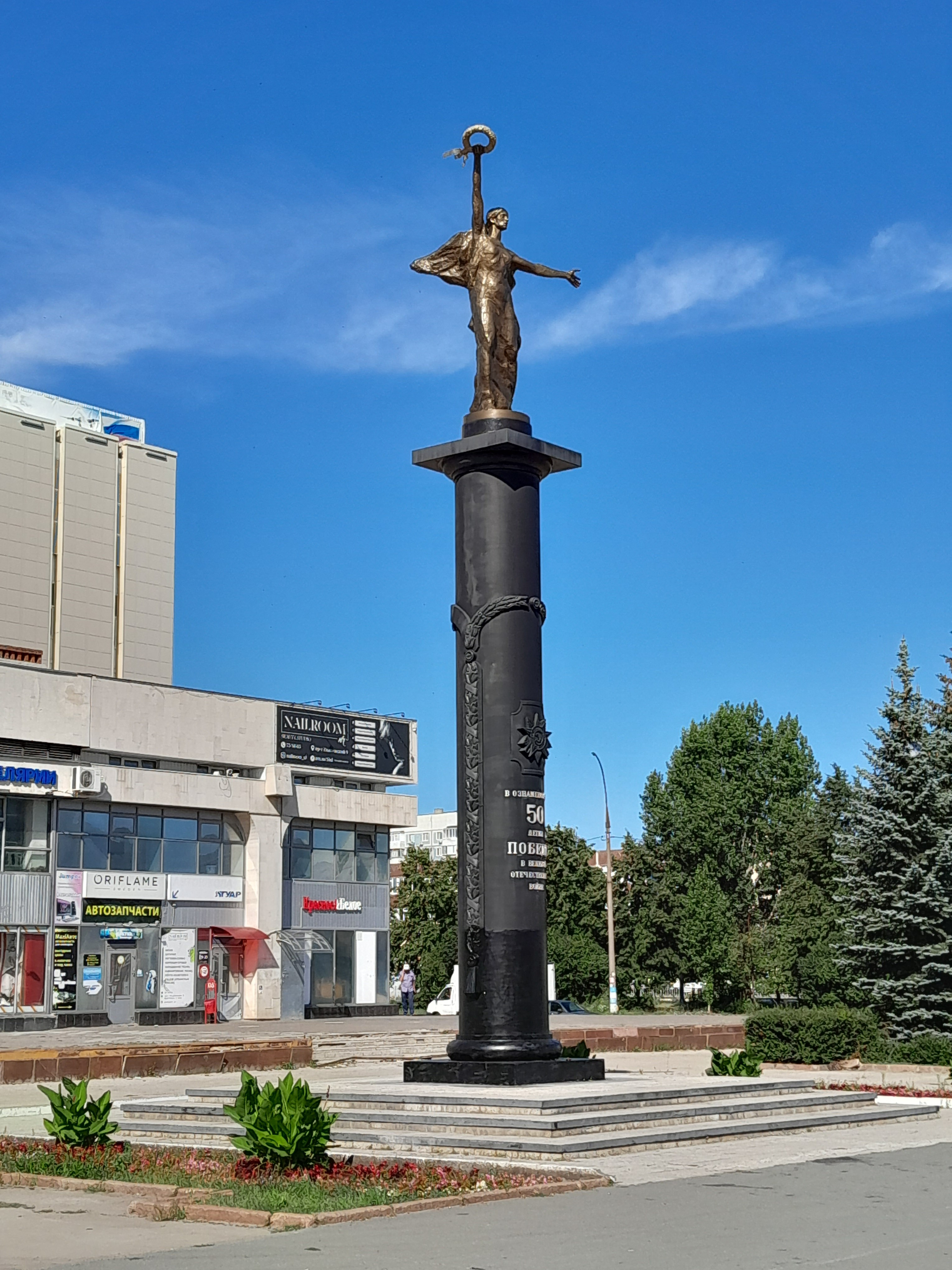
Обелиск «50 лет Победы».